# Mickaël Pereira
Mickaël Pereira (* 8. Dezember 1987 in Livry-Gargan) ist ein französischer ehemaliger Fußballspieler.

## Karriere
Pereira spielte für die Nachwuchsabteilung des Vereins Le Blanc-Mesnil Sport Football und startete 2008 bei UJA Maccabi Paris seine Profikarriere. Ein Jahr später verpflichtete ihn dann der spanische Klub RCD Mallorca. Nachdem dieser Verein ihn eine Saison in der Reservemannschaft eingesetzt hatte, absolvierte er von 2011 bis 2016 für die Profimannschaft 163 Ligaspiele. Zwischenzeitlich wurde er in der Saison 2013/14 an den Erstligisten FC Granada ausgeliehen. In der Sommertransferperiode 2016 wurde er vom türkischen Zweitligisten Yeni Malatyaspor verpflichtet und drei Jahre später ging Pereira weiter zum CFR Cluj nach Rumänien. Dort gewann er zweimal die Meisterschaft und absolvierte auch seine ersten Europapokaleinsätze. Seit dem Sommer 2021 stand er wieder in der Türkei beim Zweitligisten Kocaelispor unter Vertrag. Doch schon ein Jahr später ging er weiter zum zweitklassigen polnischen Verein Wisła Krakau. Nach einem Jahr in Polen folgte ein Kurzaufenthalt bei Apollon Smyrnis, wonach Pereira im August 2023 einen Vertrag beim griechischen Verein Kallithea FC unterzeichnete.

## Erfolge
- Rumänischer Meister: 2020, 2021